# Pachymerus pallidus
Mọt lạc (Pachymerus pallidus) là một loài bọ cánh cứng trong họ Bruchidae. Loài này được Oliver miêu tả khoa học năm 1790.. Tên cũ của loài này là Caryedon pallidus.